# Gbôklé
Gbôklé ist eine Verwaltungsregion der Elfenbeinküste im Distrikt Bas-Sassandra mit der Hauptstadt Sassandra.
Laut Zensus 2014 leben in der Region 400.798 Menschen.
Die Region ist in die Départements Fresco und Sassandra eingeteilt.